# Połysk
Połysk – wrażenie optyczne, które powstaje dzięki odbiciu i rozproszeniu światła na powierzchni ciał stałych i cieczy lub bezpośrednio nad ich powierzchnią. Zależy on od współczynnika załamania światła, absorpcji, przezroczystości i charakteru powierzchni. Również barwa i kształt powierzchni ma pewien wpływ na wizualne wrażenie połysku oraz to czy powierzchnia oświetlana jest silnym światłem ukierunkowanym czy też rozproszonym.
O intensywności połysku decyduje w pierwszym rzędzie współczynnik odbicia światła {\displaystyle R,} wyrażany stosunkiem ilości światła odbitego do padającego.
Istnieje prosta zależność pomiędzy współczynnikiem odbicia i załamania światła {\displaystyle n{:}}
{\displaystyle R={\frac {(n-1)^{2}}{(n+1)^{2}}}.}
Równanie Fresnela określa połysk dla światła niespolaryzowanego o intensywności {\displaystyle I_{0},} padającym pod kątem {\displaystyle i,} jeżeli intensywność odbicia wiązki o intensywności wynosi {\displaystyle I_{r},} kiedy współczynnik dla ciała jest {\displaystyle m}
{\displaystyle R_{s}={\frac {I_{r}}{I_{0}}},}
{\displaystyle R_{s}={\frac {1}{2}}\left[\left({\frac {\cos i-{\sqrt {m^{2}-\sin ^{2}i}}}{cosi+{\sqrt {m^{2}-\sin ^{2}i}}}}\right)^{2}+\left({\frac {m^{2}\cos i-{\sqrt {m^{2}-\sin ^{2}i}}}{m^{2}\cos i+{\sqrt {m^{2}-\sin ^{2}i}}}}\right)^{2}\right].}
Wynika z tego, że intensywność połysku zależy od typu materiału (wielkości współczynników załamania).
Dla materiałów o zbliżonych wartościach współczynników załamania, współczynnik odbicia {\displaystyle R} rośnie ze wzrostem absorpcji promieniowania, dlatego materiały nieprzezroczyste charakteryzują się znacznie wyższym natężeniem połysku.
Połysk zależy też od stanu powierzchni odbijającej. Powierzchnie gładkie, dobrze wypolerowane, wykazują intensywniejszy połysk, ponieważ w małym stopniu rozpraszają promieniowanie.
Powierzchnie o wysokim połysku, przy odpowiedniej strukturze, mogą wywoływać efekt poświaty: część padającego światła odbija się pod innym kątem w stosunku do głównego strumienia światła odbitego. Powierzchnia o drobnej teksturze, odbijając promienie świetlne w różnym kierunku, sprawia wrażenie matowej. Efekt ten uzyskać można też za pomocą lakieru zmieszanego z bardzo drobnym proszkiem. Czasem tworzone są efekty połysku zwane „skórką pomarańczy”. W tym przypadku pofałdowana struktura powierzchni w jednych miejscach wydaje się lśniąca w innych – ciemna. Przy teksturze, w której jej element jest wielkości 10–30 mm efekt skórki pomarańczy uwidacznia się z większej odległości (niecałe 3 m). Przy teksturach poniżej 0,1 mm oko ludzkie ma problem z dostrzeżeniem tego efektu. Nieco powyżej 0,1 do 1 mm efekt ten może być widoczny jedynie z bardzo małego dystansu.

## Rodzaje połysku
W mineralogii wyróżnia się następujące rodzaje połysku
- diamentowy – niezwykle intensywny, charakterystyczny dla niektórych minerałów przezroczystych i przeświecających, np. diament, cyrkon, siarka, sfaleryt, wanadynit
- jedwabisty – wykazują go minerały o budowie włóknistej, np. azbest, krokidolit
- metaliczny – charakterystyczny dla wielu minerałów kruszcowych, np. chalkopiryt, galena, magnetyt, antymonit, piryt
- półmetaliczny – znacznie mniej intensywny od metalicznego, charakterystyczny dla niektórych rud, np. hematyt
- perłowy – spotykany w minerałach o budowie blaszkowej, charakterystyczny dla minerałów przezroczystych, np. gips, muskowit, talk
- szklisty – bardzo rozpowszechniony w świecie minerałów, przypominający połysk czystej powierzchni szklanej, np. apatyt, fluoryt, kwarc, korund
- tłusty (woskowy) – charakterystyczny dla wielu minerałów nieprzezroczystych; ściany minerałów o tym połysku wyglądają jak natłuszczone, np. opal, nefryt, kordieryt
- ziemisty (zwyczajny) – charakterystyczny dla minerałów występujących w skupieniach zbitych, np. limonit
- matowy – brak połysku, np. jaspis, chiastolit.

Rodzaj połysku określa się na ścianach kryształu, które nie uległy wtórnym przeobrażeniom – najlepiej na świeżych powierzchniach przełamu.
Połysk mierzy się połyskomierzem.